# Большое Сокурово
Большое Сокурово — деревня в составе Денисовского сельского поселения Гороховецкого района Владимирской области.

## География
Находится на берегах реки Тремы.
Пруд на реке Треме в 1 км от деревни, шириной до 250 метров.

## История
Деревня основана до XIX века. Исторически состояла из трёх частей: Большого и Малого Сокурова, разделённых оврагом, и «посёлка» (на левом берегу Тремы). Местные жители называют его иначе — Сокорово.
Название происходит от видоизменённого названия тополя — Осокорь (или укр. Сокора). Когда-то в деревне росло с десяток огромных деревьев (около 30 метров в высоту). Последний тополь был спилен в 2013 году.
Деревня трижды выгорала до тла. Последний раз в 1910 году. Сохранилось несколько домов, отстроенных после этого пожара в 1910—1912 годах.

## Инфраструктура
Имеется свой водопровод.
Жилых домов на зиму 2014—2015 — 7 (1 — в посёлке, 5 — в Большом Сокурове, 1 — в Малом) с 14 жителями возрастом от 5 до 95 лет; дачных домов — 30.

## Население
| 1859 | 1905 | 1926 | 2002 | 2010 | 2021 |
| ---- | ---- | ---- | ---- | ---- | ---- |
| 188  | ↗315 | ↘253 | ↘42  | ↘34  | ↘13  |